# Disco Relax
Disco Relax – polski program muzyczny emitowany pod tą nazwą dawniej przez telewizję Polsat w latach 1994–2002 i w latach 2012–2020 przez Polo TV i od 2022 pod tytułem Disco i relax z Tomkiem Samborskim na antenie Polo TV. Od 2024 roku także na antenie Disco Polo Music.

## Historia programu

### Lata 1994–2002
Pierwszą emisję program miał w niedzielę 11 grudnia 1994 o 10:00. Muzyka emitowana w programie to głównie disco polo i italo disco. Prezentowano w niej teledyski wielu popularnych wykonawców nurtu polskiej muzyki tanecznej, m.in. Shazzy, Bayer Full, Fanatic, Amadeo, Venus, Voyager, Mister Dex i Top One. W programie tym gościły również gwiazdy polskiej estrady, np. Happy End, Stan Tutaj, Janusz Laskowski, Krzysztof Krawczyk, Bohdan Smoleń, Andrzej Rybiński i Andrzej Rosiewicz. Prezentowano także teledyski gwiazd muzyki disco lat 80. XX wieku, m.in. Savage, Modern Talking, C.C. Catch, Fancy. Gospodarzem programu na antenie Polsatu był Tomasz Samborski, a współprowadziły z nim Violetta Szumigowska i Małgorzata Werner (w późniejszym czasie – od jesieni 1998 do listopada 2001). Od czasu do czasu (chociażby w październiku 2001 roku) w zastępstwie za Tomasza Samborskiego obowiązki prowadzącego przejmował też lektor programu Piotr Wiszniowski, który funkcje "głosu" Disco Relax'u objął wiosną 1998 roku.
Klipy pochodziły z wytwórni: Blue Star, STD, Omega Music, Music Ton, Pro Dance, Tercet, Bross Records, Vega Music, Music Medium, Silverton, Fun Music, Accord, Kamerton, Music Voice, Polside Music, Trans Music, Verton, J&M Green Star (zanim powstał oddzielny program Disco Polo Live), Memory Music, Leo Records, MiL, Polgram Plus, Snake’s Music, Koch International, Blake Studio, MT/Edam.
Pierwszy odcinek był kręcony na siłowni. Pierwszym gościem zaproszonym do programu był zespół United, a pierwszymi teledyskami wyemitowanymi w programie były fragmenty koncertu z Sali Kongresowej z 1992 roku, m.in. wyemitowano piosenkę Marka Kondrata i Marleny Drozdowskiej Mydełko Fa.
W czasach świetności program oglądało nawet 8 milionów widzów, pod koniec ok. 2 miliony. Pierwsze notowanie listy przebojów miało miejsce 17 września 1995 roku, a wygrała je Shazza z utworem Bierz co chcesz. Najpierw (od 17 września 1995 do 21 listopada 1999) na liście notowano 10 utworów, w tym jedną nowość (a od 29 października 1995 – dwie nowości). Później przez pewien czas, gdy lista miała 10 utworów zwiększono liczbę nowości do trzech. Pierwsze notowania były rozliczane na podstawie kartek pocztowych, później wprowadzono formułę audiotele (w prawym górnym rogu ekranu telewizora były numery telefonu przyporządkowane do danej piosenki). Od 28 listopada 1999 do 30 czerwca 2002 notowano na liście 8 utworów, w tym jedną nowość. Natomiast latem 2002 (pod koniec emisji, czyli od 7 lipca do 25 sierpnia 2002) na liście było 7 utworów, w tym jedna nowość. Do 22 listopada 1998 lista przebojów nazywała się Telelista Disco Relax. Od 29 listopada 1998 do 4 listopada 2001 lista nazywała się Lista przebojów Yeee-Uuuu (wtedy pojawiło się tzw. Koło Fortuny podzielone na pola ciemno- i jasnoniebieskie – można było wygrać np. kasety i płyty z muzyką disco polo, ale tylko po trafieniu na pole ciemnoniebieskie).
Od września 1999 roku oprócz listy przebojów co miesiąc emitowano także drugie zestawienie pod nazwą „Przebój Miesiąca”. Debiutanckie notowanie „Przeboju Miesiąca” miała miejsce 3 października 1999 roku, a wygrała je Shazza z utworem Mały słodki Charlie. Było to zestawienie 30 najlepszych piosenek w danym miesiącu wybranych drogą głosowania poprzez kartki pocztowe, których to motyw był zresztą widoczny w czołówce bloku. Trzecia dziesiątka notowania (zawierająca utwory od 30 do 21 miejsca) była prezentowana w formie graficznej z budującą emocję muzyką w tle, druga w formie krótkich, a pierwsza w formie dłuższych urywków piosenek. Zestawienie „Przeboju Miesiąca” pojawiało się zawsze w pierwszym wydaniu programu „Disco Relax” emitowanym po zakończeniu miesiąca, którego to dotyczyła dana odsłona bloku.
Od 11 listopada 2001 do 25 sierpnia 2002 lista nazywała się Top SMS – zgodnie z tą nazwą, odtąd nie głosowano drogą audiotele, tylko drogą SMS-ową (zniknęło tzw. Koło Fortuny, ale nadal można było (lub nie) zdobyć kasety i płyty z muzyką disco polo). Również od 11 listopada 2001 utwory z listy przebojów pojawiały się w różnych fragmentach programu (nigdy obok siebie). W programie gościnnie występował Kabaret Pirania z cyklem Tok Ćwok i Genowefa Pigwa. Latem 1995 i latem 1996 emitowano Lato z Disco Relax.
W niespełna 8-letniej historii programu, premierowych odcinków nie emitowano 4 razy: 28 grudnia 1997, 4 stycznia 1998, 1 listopada 1998 i 31 marca 2002.
Pod koniec wakacji 2002 na skutek drastycznego spadku zainteresowania muzyką disco polo i zmian programowych wraz z magazynem Disco Polo Live został zdjęty z anteny. Ostatni odcinek na antenie telewizji Polsat wyemitowano 25 sierpnia 2002 roku. Disco Relax zastąpił program Muzykogranie, a miejsce Disco Polo Live zajęła Hitmania. Później w miejsce Hitmanii wszedł magazyn Mop Man, a za Muzykogranie weszła POPlista.
Program składał się wówczas z kilku części, w tym z: „Od ucha do ucha” (w roli głównej Piotr Pręgowski), „Przebój miesiąca”, „Lista przebojów”, „Muzyczna premiera”, „Do ucha malucha” prowadzona od 11 listopada 2001 roku do 25 sierpnia 2002 roku przez zespół Bahamas, wywiady z gośćmi, dawniej – „EURO DANCE HIT” (początek nadawania, lata 90.) oraz „Top SMS” (pod koniec nadawania – od 11 listopada 2001 do 25 sierpnia 2002).
Ostatnim utworem muzycznym w Disco Relax w Polsacie była piosenka „Wszyscy Polacy” zespołu Bayer Full. Wcześniej jednak prowadzący pożegnał widzów i wyemitowane zostały wszystkie czołówki programu występujące w przeciągu niespełna 8 lat.

### Po 2002
Po zniknięciu z ramówki Polsatu programu cała muzyka disco polo produkowana przez firmę fonograficzną FFH STD została przeniesiona do Polsatu 2 do nowego programu Muzyczne rozmaitości. Program ten formułą był podobny do programu Disco Relax. Emitowany był od września 2002 do 2007. Nie istniały natomiast programy emitujące klipy z firm Blue Star/Polside Music oraz Pro Dance, Music Ton i Polgram Plus i wielu innych.
Od 5 stycznia 2009 roku, niektóre teledyski z programu Disco Relax można było oglądać co niedzielę o godzinie 10:05 (dawniej co soboty o 10:25) w TVS w programie „Muzyczny Relax” – głównie z wytwórni STD, program miał ostatnią emisję 28 czerwca 2015. Na antenie TVS wyemitowano łącznie 315 odcinków Muzycznego Relaxu. 27 września 2011 roku „Disco Relax” miał powrócić do telewizji na kanale TV.Disco.
Po 9,5-rocznej przerwie, 12 lutego 2012 roku Disco Relax powrócił do telewizji i można go było oglądać na kanale Polo TV od 12 lutego 2012 w każdą niedzielę o 10:20 – ta pora emisji obowiązywała do 3 marca 2019. Z kolei powtórki były wówczas w poniedziałki o 23:00. Prowadzącym był Tomasz Samborski. Program prezentował szeroko pojętą polską i zagraniczną muzykę taneczną. Wprowadzono pewne zmiany: zamiast „Przeboju miesiąca” był „Typ na Topa”, emitowanych było więcej piosenek zza granicy (głównie z Hiszpanii, Brazylii i Argentyny). Były tam także „Pobudka Disco Relax” (do marca 2019), „Lato w Disco Relax”, „Hity na maila”, „Klipodemolka”, „Przeboje sprzed lat” (głównie z lat 80.), „Przebój za przebojem”, „Ring SMS” (do marca 2019), „1, 2, 3... śpiewasz ty” (od września 2018), „Hity małego kosmity” i „Gwiazda miesiąca” (od marca 2019). W okresie od drugiej połowy czerwca do połowy września następowała przerwa w emisji premierowych odcinków (wyjątkiem był 2012 r. – wówczas pauza trwała tylko przez cały lipiec, od sierpnia nadawano nowe odcinki). Program nie był też nadawany w niedziele począwszy od 5.07.2020 do 6.09.2020.
14 grudnia 2014 w Polo TV program obchodził swoje 20-lecie, wyemitowano fragmenty archiwalnych odcinków programu, widzowie głosowali na przebój dwudziestolecia. Wygrała piosenka Modern Talking pt. „Cheri Cheri Lady”. Drugie miejsce zajęła Shazza z utworem „Bierz co chcesz”, a trzecie zajął zespół Top One z utworem „Miła moja”.
O programie wspomniano także okazjonalnie w czasie gal 15-lecia (2007), 20-lecia (2012) i 25-lecia (2017) Telewizji Polsat a także w programie Się kręci, emitowano tam także archiwa programu z lat 90. i początku 2000.

Pierwsza oprawa programu w Polo TV obowiązywała od 12 lutego 2012 do 27 września 2015. 4 października 2015 zmieniono czołówkę programu, grafikę i studio „Disco Relax”.
10 marca 2019 program zmienił godzinę emisji – z dotychczasowej 10:20 na 13:00 i dodatkowo zyskał odświeżoną odsłonę. W czasie poprzedniego pasma jest obecnie emitowany program „Wyzwania Wojtka G.” Wojtka Grodzkiego.
Ostatni premierowy odcinek "Disco Relax" w Polo TV wyemitowano 24 maja 2020. Ostatni "Typ na topa" wygrała wówczas piosenka Samanthy Fox "I only wanna be with you". Od tamtej pory aż do marca 2022 program nie powrócił na antenę z kolejnymi nowymi odcinkami.
Według wpisu prowadzącego program Tomasza Samborskiego "Disco Relax" miał powrócić na antenę Polo TV we wrześniu 2020 roku. Jednak tydzień przed planowanymi zdjęciami /pod koniec sierpnia 2020/ otrzymał informację od stacji o zerwaniu współpracy.
Program powrócił premierowo na antenę Polo TV po niespełna dwuletniej przerwie w niedzielę 27 marca 2022 pod nazwą Disco i relax z Tomkiem Samborskim. Emisję zaplanowano w niedziele o 11:00 (powtórki przewidziano w niedziele o 17, poniedziałki o 19 i czwartki o 18:30). Pierwotnie program miał liczyć 10 odcinków - emisja ostatniego odcinka miała miejsce 29 maja 2022 (powtórki emitowano o tej samej porze - w niedziele o 11 do 7 sierpnia 2022). Formuła programu pozostała bez zmian, jedynie "Typ na Topa" został zastąpiony przez "Przebój tygodnia" (głosowanie na Facebooku Polo TV lub poprzez wysyłanie listów na jedną z sześciu piosenek zaprezentowanych w programie). Program powrócił po wakacyjnej przerwie z nowymi odcinkami 2 października 2022 (przewidziano ponownie 10 odcinków, emisja trwała do 4 grudnia 2022, następnie emitowano powtórki programu). Sezon wiosenny 2023 trwał od 9 kwietnia do 11 czerwca, z kolei sezon jesienny rozpocznie się 1 października 2023. Emisja będzie miała miejsce w niedzielę o 9:00, powtórki zaplanowano we wtorek o 17:00.